# 义都语
义都语，是藏缅语族的一种语言，与达让语同属义都-达让语支，主要分布在阿鲁纳恰尔邦东部和西藏自治区东南部察隅县。约有1万人使用。义都人在中国被分为珞巴族的一支。